# Tundabia semicaeca
Tundabia semicaeca is een hooiwagen uit de familie Assamiidae.